# Asterophysus
Asterophysus is een monotypisch geslacht van straalvinnige vissen uit de familie van de houtmeervallen (Auchenipteridae).

## Soort
- Asterophysus batrachus Kner, 1858